# Ciclismo nos Jogos Olímpicos de Verão de 2020 - BMX corrida feminina
A prova do BMX corrida feminina do ciclismo nos Jogos Olímpicos de Verão de 2020 ocorreu nos dias 29 e 30 de julho de 2021 no Parque Urbano de Esportes de Ariake, em Tóquio. Um total de 24 ciclistas de 17 Comitês Olímpicos Nacionais (CON) participaram do evento.

## Qualificação
Cada Comitê Olímpico Nacional (CON) poderia inscrever até três ciclistas qualificadas no BMX corrida. As vagas foram atribuídas ao CON, que seleciona as ciclistas. Haviam 24 vagas disponíveis, alocadas da seguinte forma:
- Ranking de nações da UCI (18 vagas): Os dois primeiros CONs ganharam três vagas cada. Já aqueles classificados do 3º ao 5º lugar ganharam duas vagas cada e, por sua vez, os classificados entre o 6º e o 11º lugar ganharam uma vaga cada um. Cada continente tinha um lugar garantido.
- Ranking individual de elite da UCI (três lugares): Os três CONs com as melhores ciclistas neste ranking, que ainda não tinham nenhuma vaga, ganharam uma cada um;
- Campeonato Mundial de 2020 (2 vagas): Os dois primeiros CONs na competição, que ainda não tinham nenhuma vaga, ganhariam uma cada um. Como o campeonato foi cancelado devido à pandemia de COVID-19, essas vagas foram realocadas para o ranking de nações;
- País sede (1 vaga): O Japão teve uma vaga garantida.

## Formato
A competição consistiu de três fases, compreendendo as quartas de final, semifinais e final. A fase de tomada de tempo realizada nos Jogos anteriores foi abolida. Em cada fase, as ciclistas percorreram um percurso de 400 metros (1 300 pés) com saltos e curvas em declive, decorrendo da seguinte forma:
- Quartas de final: Quatro baterias de seis ciclistas cada. Cada bateria teve três corridas, usando um sistema de ponto por lugar (um ponto para o vencedor de uma corrida, dois pontos para o segundo, etc.), com a pontuação mais baixa nas três corridas vencendo. As quatro melhores ciclistas em cada bateria (16 no total) avançaram para as semifinais; as demais (oito ciclistas) foram eliminadas;
- Semifinais: duas baterias de oito ciclistas cada. Novamente, houve três corridas por bateria, usando o sistema de ponto por lugar. As quatro melhores ciclistas em cada semifinal (oito no total) avançaram para a final; as demais (oito ciclistas) foram eliminadas;
- Final: uma final de oito ciclistas. Houve apenas uma única corrida valendo a disputa pelas medalhas.

## Calendário
Horário local (UTC+9)
| Dia         | Horário | Fase             |
| ----------- | ------- | ---------------- |
| 29 de julho | 10:20   | Quartas de final |
| 30 de julho | 11:00   | Semifinais       |
| 30 de julho | 12:35   | Final            |

## Medalhistas
| Ouro   | GBR Beth Shriever  |
| Prata  | COL Mariana Pajón  |
| Bronze | NED Merel Smulders |

## Resultados

### Quartas de final
As quartas de final foram disputadas em 29 de julho de 2021, às 10:20 locais, com quatro baterias de seis ciclistas cada uma.

#### Bateria 1
| Pos. | Bib | Ciclista                     | Corrida 1    | Corrida 2  | Corrida 3    | Total | Notas |
| ---- | --- | ---------------------------- | ------------ | ---------- | ------------ | ----- | ----- |
| 1    | 100 | COL Mariana Pajón            | 45.659 (1)   | 45.576 (1) | 46.118 (1)   | 3     | Q     |
| 2    | 210 | DEN Simone Christensen       | 46.299 (3)   | 45.576 (2) | 46.542 (2)   | 7     | Q     |
| 3    | 22  | NED Merel Smulders           | 46.106 (2)   | 48.049 (3) | 48.751 (5)   | 10    | Q     |
| 4    | 91  | BEL Elke Vanhoof             | 46.939 (4)   | 49.360 (5) | 47.190 (3)   | 12    | Q     |
| 5    | 215 | USA Payton Ridenour          | 48.434 (5)   | 48.156 (4) | 47.393 (4)   | 13    |       |
| 6    | 213 | THA Chutikan Kitwanitsathian | 1:00.717 (6) | 59.502 (6) | 1:00.786 (6) | 18    |       |

#### Bateria 2
| Pos. | Bib | Ciclista               | Corrida 1  | Corrida 2  | Corrida 3  | Total | Notas |
| ---- | --- | ---------------------- | ---------- | ---------- | ---------- | ----- | ----- |
| 1    | 110 | NED Laura Smulders     | 44.907 (2) | 45.381 (1) | 45.572 (1) | 4     | Q     |
| 2    | 6   | USA Felicia Stancil    | 44.412 (1) | 46.772 (2) | 46.277 (2) | 5     | Q     |
| 3    | 3   | FRA Axelle Étienne     | 45.270 (3) | 47.405 (3) | 47.524 (3) | 9     | Q     |
| 4    | 155 | CAN Drew Mechielsen    | 47.393 (4) | 48.246 (4) | 49.128 (5) | 13    | Q     |
| 5    | 41  | ROC Natalia Suvorova   | 48.318 (5) | 49.120 (5) | 48.266 (4) | 14    |       |
| 6    | 93  | BRA Priscilla Carnaval | 48.740 (6) | 51.336 (6) | 51.626 (6) | 18    |       |

#### Bateria 3
| Pos. | Bib | Ciclista             | Corrida 1  | Corrida 2  | Corrida 3  | Total | Notas |
| ---- | --- | -------------------- | ---------- | ---------- | ---------- | ----- | ----- |
| 1    | 911 | GBR Beth Shriever    | 45.268 (1) | 44.660 (1) | 44.924 (3) | 5     | Q     |
| 2    | 209 | SUI Zoe Claessens    | 45.622 (2) | 45.429 (3) | 44.711 (2) | 7     | Q     |
| 3    | 21  | AUS Lauren Reynolds  | 46.030 (3) | 45.384 (2) | 45.454 (4) | 8     | Q     |
| 4    | 88  | AUS Saya Sakakibara  | 58.446 (6) | 45.597 (4) | 44.690 (1) | 11    | Q     |
| 5    | 971 | FRA Manon Valentino  | 48.549 (5) | 46.945 (5) | 47.091 (5) | 15    |       |
| 6    | 212 | LAT Vineta Pētersone | 48.043 (4) | 47.875 (6) | 47.321 (6) | 16    |       |

#### Bateria 4
| Pos. | Bib | Ciclista             | Corrida 1    | Corrida 2  | Corrida 3  | Total | Notas |
| ---- | --- | -------------------- | ------------ | ---------- | ---------- | ----- | ----- |
| 1    | 1   | USA Alise Willoughby | 46.703 (1)   | 47.741 (1) | 45.410 (1) | 3     | Q     |
| 2    | 4   | NED Judy Baauw       | 49.797 (2)   | 48.220 (2) | 47.503 (3) | 7     | Q     |
| 3    | 308 | NZL Rebecca Petch    | 2:01.322 (5) | 48.508 (3) | 46.823 (2) | 10    | Q     |
| 4    | 116 | ROC Natalia Afremova | 54.821 (4)   | 49.100 (4) | 47.807 (4) | 12    | Q     |
| 5    | 156 | ECU Doménica Azuero  | 51.239 (3)   | 54.593 (5) | 49.979 (5) | 13    |       |
| 6    | 85  | JPN Sae Hatakeyama   | DNF (6)      | DNS (8)    | DNS (8)    | 22    |       |

### Semifinais
As semifinais foram disputadas em 30 de julho de 2021, às 11:00 locais, com duas baterias de oito ciclistas cada uma.

#### Bateria 1
| Pos. | Bib | Ciclista             | Corrida 1    | Corrida 2  | Corrida 3    | Total | Notas |
| ---- | --- | -------------------- | ------------ | ---------- | ------------ | ----- | ----- |
| 1    | 6   | USA Felicia Stancil  | 46.731 (2)   | 45.686 (4) | 45.855 (1)   | 7     | Q     |
| 2    | 100 | COL Mariana Pajón    | 46.167 (1)   | 45.052 (2) | 48.666 (5)   | 8     | Q     |
| 3    | 22  | NED Merel Smulders   | 48.076 (6)   | 45.950 (5) | 47.212 (3)   | 14    | Q     |
| 4    | 155 | CAN Drew Mechielsen  | 47.365 (3)   | 46.704 (7) | 47.366 (4)   | 14    | Q     |
| 5    | 88  | AUS Saya Sakakibara  | 47.618 (5)   | 44.927 (1) | DNF (8)      | 14    |       |
| 6    | 308 | NZL Rebecca Petch    | 47.597 (4)   | 46.095 (6) | 50.761 (6)   | 16    |       |
| 7    | 209 | SUI Zoe Claessens    | 1:05.583 (7) | 47.149 (8) | 46.224 (2)   | 17    |       |
| 8    | 1   | USA Alise Willoughby | DNF (8)      | 45.201 (3) | 1:37.566 (7) | 18    |       |

#### Bateria 2
| Pos. | Bib | Ciclista               | Corrida 1    | Corrida 2  | Corrida 3  | Total | Notas |
| ---- | --- | ---------------------- | ------------ | ---------- | ---------- | ----- | ----- |
| 1    | 911 | GBR Beth Shriever      | 45.687 (1)   | 45.155 (1) | 44.807 (1) | 3     | Q     |
| 2    | 210 | DEN Simone Christensen | 46.659 (2)   | 45.751 (4) | 45.358 (4) | 10    | Q     |
| 3    | 3   | FRA Axelle Étienne     | 58.865 (6)   | 45.645 (3) | 45.095 (2) | 11    | Q     |
| 4    | 21  | AUS Lauren Reynolds    | 1:09.159 (7) | 45.497 (2) | 45.317 (3) | 12    | Q     |
| 5    | 116 | ROC Natalia Afremova   | 49.337 (4)   | 46.479 (5) | 46.633 (6) | 15    |       |
| 6    | 91  | BEL Elke Vanhoof       | 49.254 (3)   | 46.744 (6) | 47.223 (7) | 16    |       |
| 7    | 4   | NED Judy Baauw         | 58.806 (5)   | 47.387 (7) | 45.487 (5) | 17    |       |
| 8    | 110 | NED Laura Smulders     | DNF (8)      | 56.676 (8) | 49.580 (8) | 24    |       |

### Final
A final foi disputada em 30 de julho de 2021, às 12:35 locais.
| Pos.              | Bib | Ciclista               | Tempo  |
| ----------------- | --- | ---------------------- | ------ |
| Medalha de ouro   | 911 | GBR Beth Shriever      | 44.358 |
| Medalha de prata  | 100 | COL Mariana Pajón      | 44.448 |
| Medalha de bronze | 22  | NED Merel Smulders     | 44.721 |
| 4                 | 6   | USA Felicia Stancil    | 45.131 |
| 5                 | 21  | AUS Lauren Reynolds    | 45.401 |
| 6                 | 210 | DEN Simone Christensen | 45.582 |
| 7                 | 3   | FRA Axelle Étienne     | 45.853 |
| 8                 | 155 | CAN Drew Mechielsen    | 46.883 |